# Carme Molinero i Ruiz
Carme Molinero i Ruiz (Badalona, 1955) és una historiadora i professora universitària catalana, especialitzada en història contemporània, més concretament en l'estudi del franquisme. Entre les seves obres més destacades, cal mencionar L'oposició antifranquista a Catalunya, 1939-1950 (1981), Patria, Justicia y Pan. Nivell de vida i condicions de treball a Catalunya, 1939-1951 (1985), Els industrials catalans durant el franquisme (1991), El règim franquista. Feixisme, modernització i consens (1992), Productores disciplinados y minorías subversivas. Clase obrera y conflictividad laboral en la España franquista (1998), Catalunya durant el franquisme (1999), La captación de las masas. Política social y propaganda en el régimen franquista (2005), La Anatomía del franquismo : de la supervivencia a la agonía (2008) i Els anys del PSUC. El partit de l'antifranquisme (1954-1981) (2010). La major part dels seus llibres els ha publicat en coautoria amb el seu marit Pere Ysàs.